# ملعب بوكون
ملعب بوكون هو ملعب كرة قدم متعدد الأغراض يقع في بتشون، غيونغي، كوريا الجنوبية، يتسع لـ 35,456 متفرج.

## التاريخ
افتتح الملعب في 25 مارس 2001.